# Lara Solnicki
Lara Solnicki (* 29. April 1986(?) in Toronto) ist eine kanadische Jazzmusikerin (Gesang, Komposition) und Dichterin.

## Leben und Wirken
Solnicki, deren Eltern als Filmemacher/Dichter und Englischlehrerin tätig waren, strebte zunächst eine Karriere als Opernsängerin an. Nach einem Studium in klassischem Gesang und Klavier erhielt sie 2006 einen Bachelor-Abschluss von der Glenn Gould School/Royal Conservatory of Music in Toronto. Im selben Jahr erschien ihr Gedichtband Disassembled Stars bei Lyrical Myrical Press. Pläne, ihre Gedichte mit klassischen Komponisten zu vertonen, scheiterten. 2008 wechselte sie zum Jazz; seit 2010 ist sie als Jazzsängerin aufgetreten. Nachdem sie im selben Jahr ihr selbstproduziertes Debütalbum A Meadow in December vorlegte, trat sie seit 2012 auf den wichtigen kanadischen Jazzfestivals auf. 2014 erschien mit Whose Shadow? ihr zweites Album, ebenfalls überwiegend mit eigenen Werken, das in den Jazzcharts von Radio Canada bald Platz 1 erreichte. 2021 folgte The One and the Other.
Solnicki arbeitete mit Musikern wie Reg Schwager, Jon Maharaj, Jonathan Goldsmith, Lina Allemano, George Koller oder Nick Fraser. 2014 war sie in der Kategorie Jazzkünstler Finalistin im Wettbewerb Révélations Radio-Canada 2014.